# Daniel Harding

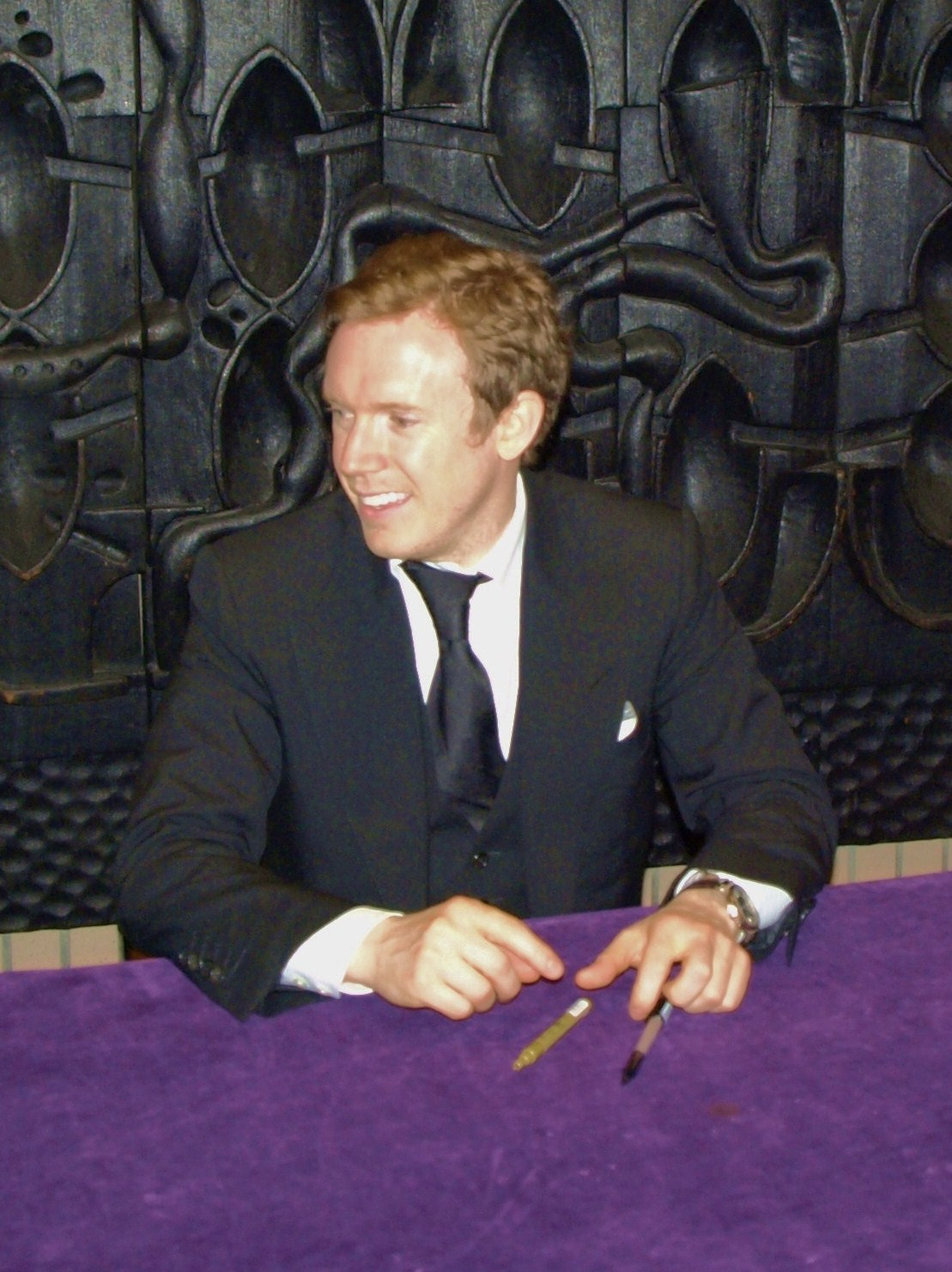
Daniel Harding

Daniel Harding (ur. 31 sierpnia 1975 w Oksfordzie) – brytyjski dyrygent. Asystent Simona Rattle’a i Claudio Abbado. Uczył się gry na trąbce w Chetham's School of Music, był członkiem National Youth Orchestra (w wieku 13 lat).
W wieku 17 lat skompletował zespół potrzebny do wykonania utworu Pierrot Lunaire Arnolda Schönberga i wysłał nagranie Rattle’owi do Birmingham. Po jego wysłuchaniu, Rattle zaproponował Hardingowi asystenturę w prowadzeniu orkiestry City of Birmingham Symphony Orchestra przez rok (1993-1994). Później Hardnig studiował na Uniwersytecie Cambridge, lecz po pierwszym roku studiów Abbado zaproponował mu asystenturę w Filharmonii Berlińskiej.
Harding był dyrektorem muzycznym Trondheim Symphony Orchestra (1997-2000), Deutsche Kammerphilharmonie Bremen (1999-2003) i Mahler Chamber Orchestra – orkiestry festiwalowej z Aix-en-Provence (od 2003).
W 2005 dyrygował przedstawieniem inauguracyjnym w mediolańskiej La Scali (Idomeneo, król Krety Mozarta – realizacja ta została wcześniej zarejestrowana pod Riccardem Muti w 2005). Dyrygował przedstawieniem Così fan tutte podczas festiwalu w Aix-en-Provence w 2005. Powrócił na ten festiwal w 2006.
W 2004, Harding był zaproszony do gościnnego prowadzenia London Symphony Orchestra (LSO), (ponownie w 2006). Jednym z jego nowych projektów zrealizowanych z LSO był projekt noszący tytuł ‘Sound Adventures’ prezentujący muzykę współczesna.
W roku 2007 został pierwszym dyrygentem orkiestry Radia Szwedzkiego.
Byłą żoną Hardinga jest altowiolistka Béatrice Muthelet, mają dwoje dzieci, Adele i George’a. Jest fanem drużyny Manchester United.